# Лесозаводская улица (Казань)
Лесозаводская улица (тат. Урман завуты урамы, Urman zawutı uramı) — улица в историческом районе Большое Игумново Кировского района Казани. 

## География
Начинаясь от Набережной улицы, отходит от неё в сторону посёлка Игумново-Лагерная.

## История
Улица упоминается как Односторонка Старого Московского тракта с 1920-х годов. С конца 1930-х годов упоминается как 1-я Лесозаводская улица; название улицы, предположительно, связано с располагавшимся неподалёку лесозаводом «Пролетарий» (позже «Лесхозмаш»). Этому же заводу принадлежала и бо́льшая часть жилых домов на улице.
К 1939 году на улице находились домовладения №№ 2–10, все по чётной стороне.
В период со второй половины 1970-х годов по конец 1980-х улица была очищена от жилых домов; в оставшихся зданиях размещаются организации, связанные с обслуживанием автомобилей.
В первые годы советской власти административно относилась к 6-й городской части. После введения в городе деления на административные районы входила в состав Кировского района.

## Транспорт
Ближайшая остановка общественного транспорта — «Набережная» (автобус) у пересечения Набережной и Боевой улиц.

## Объекты
- №№ 2, 4, 6, 10 — жилые дома завода «Лесхозмаш»[тат.] (снесены).[6][7][17]
- № 8 — баня № 2 (закрыта в 1990-е годы).[18]
- № 8а — АЗС № 162 ТАИФ-НК (в советское время АЗС № 47 Казанского управления автозаправочных станций).[19]